# HD104463
HD104463 — хімічно пекулярна зоря спектрального класу A1, що має видиму зоряну величину в смузі V приблизно  8,4.
Вона  розташована на відстані близько 1048,7 світлових років від Сонця.